# ウィリアム・マックスフィールド・ギャロット
ウィリアム・マックスフィールド・ギャロット（William Maxfield Garrott、1910年6月20日 - 1974年6月25日）は、教育者でありキリスト教宣教師。初代西南学院大学学長。アメリカ合衆国アーカンソー州ベーツウィル出身。

## 経歴
幼い頃から神童といわれるほど成績が良く、1925年15歳でヘンドリック大学に入学を許され、優秀な成績で1929年卒業。ケンタッキー州ルイヴィル市にある南部バプテスト連盟の神学校に入学、博士課程修了。1934年神学博士号取得。
同年9月アメリカ南部バプテスト教会宣教師として来日。東京で2年間日本語を学習、1936年福岡の西南学院高等部神学科教授、日本バプテスト神学校教授。1941年敵国人収容所に収容され、翌年日米交換船で帰国。
戦後の1947年西南学院専門学校教授として再来日。1948年西南学院院長。のち西南学院大学学長、西南女学院院長、西南学院理事長などを歴任。1974年2度目の西南学院院長在職中に病のため帰国し、死去。遺言により西南女学院構内に埋葬された。監修に「新約聖書」がある。彼の名を取ってギャロット杯ができた。
1974年には勲三等瑞宝章を受章している。

## 監修
- 新約聖書 ISBN 978-4042821014

松村あき子、飛田茂雄が翻訳を担当。主訳者は松村である。1999年に角川文庫から刊行されている。この翻訳に携わった三人は1970年に東京でユージーン・A・ナイダと会い、聖書の「平明訳」（意訳）の大切さを教えられ、翻訳を開始した。松村は新約聖書全体の日本語訳を志していたが、牧師夫人として、またパブテスト連盟理事としての仕事が忙しく断念。文庫には四つの福音書と『ローマ市の信者への手紙』、『コリント市の信者への第一の手紙』『コリント市の信者への第二の手紙』が収録されている。ギャロットは私生活でも松村夫妻と親しかった。